# César De María
 (février 2025).
César De María (La Victoria, 14 février 1960) est un dramaturge et metteur en scène de théâtre péruvien.

## Biographie
Il commence sa carrière dans le groupe « Homero, teatro de grillos » en 1976, sous la tutelle de Sara Joffré. Il travaille plus tard avec d'autres formations théâtrales comme Telba, Kusi Kusi, Olmo et Quinta Rueda.

## Poésie
- La calle canta, 2000